# 黃國健
黃國健，GBS，JP（1952年5月3日—），  廣西上林人，成長於香港，香港行政會議非官守成員、香港工會聯合會（工聯會）榮譽會長，前民主建港協進聯盟（民建聯）成員、香港立法會地方直選（九龍東選區）議員及香港海員工會副主席。

## 生平

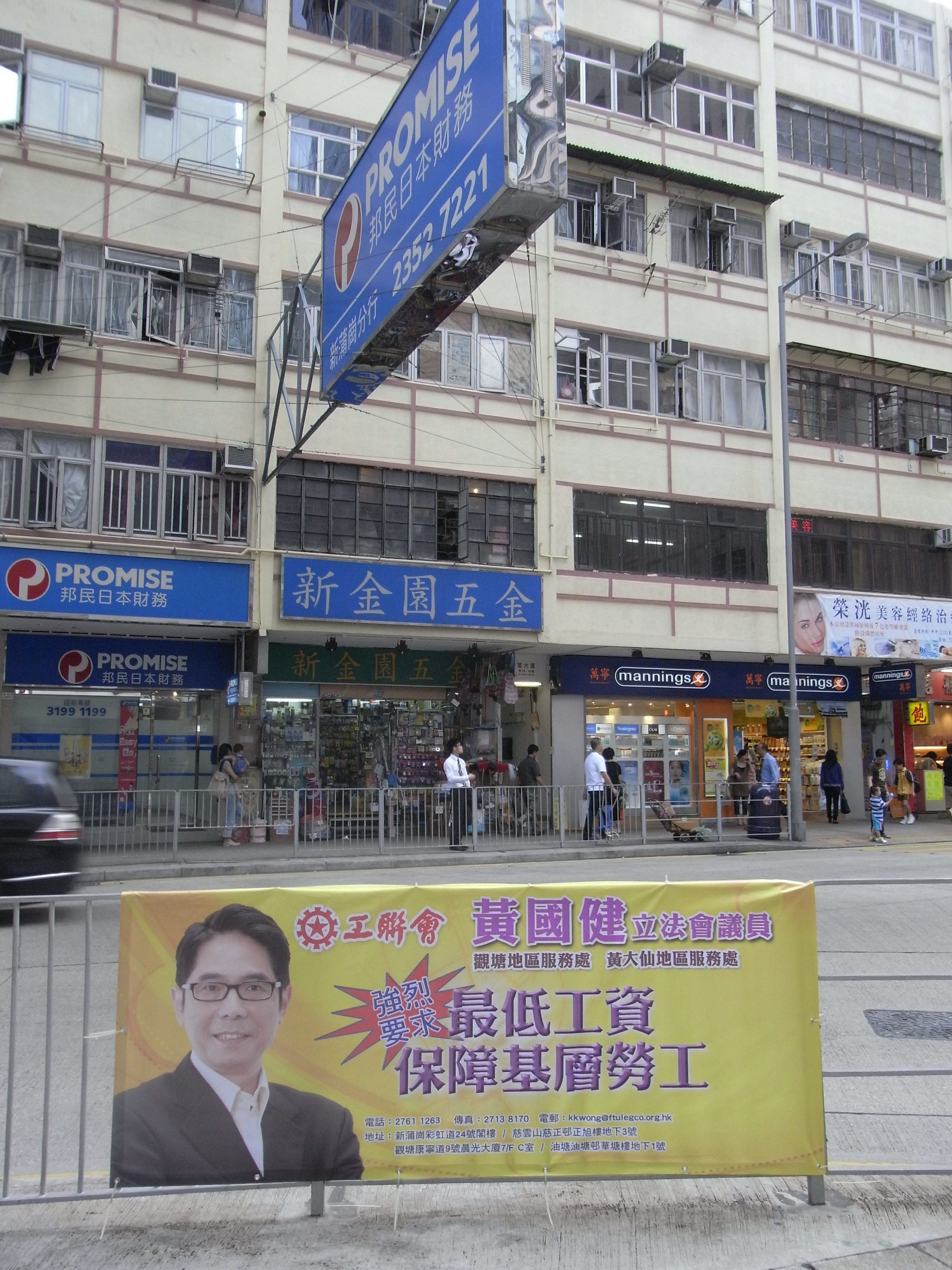
立法會議員黃國健的街頭橫額

黃國健早年於聖公會基愛小學以及香島中學畢業（中三）。及後任職海員，以供養家中父母及四名胞弟妹，同時考得「輪機長」牌照。
2003年起，黃國健擔任第十屆、十一屆全國人大代表，2012年宣布不會再角逐。
2006年，黃國健獲頒授銅紫荊星章，以表揚他對勞工界的貢獻。
2008年香港立法會選舉，黃國健代表工聯會參加九龍東地方直選，排在名單首位，現任議員、黨友陳婉嫻則排在第二位，另外，黨友王吉顯和簡銘東（他們曾經以民建聯、工聯會的名義參加2007年香港區議會選舉）亦是黃國健名單的最後兩位候選人，結果黃當選。
2012年香港立法會選舉，他代表工聯會參加2012年香港立法會選舉出戰九龍東地區直選，成功當選。
2016年香港立法會選舉，他代表工聯會參加2016年香港立法會選舉出戰九龍東地區直選，成功當選。
2017年7月1日獲時任香港行政長官林鄭月娥委任為香港行政會議非官守成員。
2021年香港立法會選舉，他宣佈退休，結束13年議會生涯，並不會競逐連任第七屆立法會議員。九龍東地區直選交棒給工聯會成員鄧家彪出戰。

## 立法會表現
2009年，立法會議員天主教監察組，指黃國健作為直選議員，一年來從沒就任何議題提出動議和修正案。
2011年，立法會議員天主教監察組報告，指工聯會議員王國興榮登「最常投棄權票議員」榜首，全年投了47次棄權票，而同屬工聯會的黃國健亦有46次多。
2012年，在審議替補機制草案的2012年香港立法會拉布攻防戰前期，工聯會黃國健在上次會議期間，被記者攝到在議會內會議期間上網觀看周星馳的《九品芝麻官》，他就事件解釋指，因為會議內容無聊，上網睇戲都無可厚非。其後於同年立法會選舉論壇被同區對手黃洋達揶揄此舉為侵權。
他會願意接受大部分媒體訪問,但唯獨是《蘋果日報》則不願意受訪,並指該媒體會有負面影響,引起大部分香港市民尤其是年輕人的不滿,揶揄他有份參與1967年暴動事件中縱火燒車把商業電台播音員林彬燒死。

## 爭議

### 未有投票支持政改
2015年6月17至18日，立法會討論及表決普選方案。泛民主派事前表明不接受特首參選人需取得過半提委支持才能成為候選人的規定，又稱不能令港人成「橡皮圖章」，加上醫學界梁家騮因為根據多個業界民調都顯示反對政改的醫生較支持多，而決定投反對票，議案預料難以獲三分之二議員支持通過。當天除自由黨以外的建制派議員為了等待遲到的劉皇發一起表決，包括黃國健在內大部份建制派離場，意圖令會議流會，讓劉趕及回來。然而部份建制派並未有一起離場，導致會議有足夠人數繼續進行，最後立法會以廿八票對八票大比數否決政改方案。事後建制派議員紛紛到中聯辦交待事件。
當天剛步出會議廳時，黃國健向記者表示，由於在席議員人數不過半，暫時不能表決。後來記者提醒，有八名建制派未有隨隊離開，主席曾鈺成已宣佈政改遭否決，黃顯得一面錯愕。被問到是否搞出「大頭佛（一團糟）」，黃笑指「可能是」。及後，黃國健承認犯了低級錯誤，表示「可能通知議員時有遺漏」。對此，黃不滿「倉卒、草率」離場前未有做好溝通，批評指揮離場的民建聯議員仍未公開道歉，是不負責任的行為，並補充道：「習慣望住譚耀宗，佢起身我先郁（他站起來我才動）」。黃又承認，擔心中央政府會「好嬲（很生氣）」。

### COVID-19期間涉嫌違反《預防及控制疾病規例》
於2020年COVID-19疫情期間，網上傳出多張照片，顯示工聯會多名成員黃國健、鄧家彪等，出席黃大仙富臨皇宮一個慶回歸晚宴時，在進食以外時間脫下口罩四處交談，及上台唱歌、致辭、祝酒，社交距離以及每枱餐桌間的距離也不足1.5米，餐飲業務負責人涉嫌違反法例《預防及控制疾病規例》第599F章。鄧家彪其後聲稱席上無人感染COVID-19，法規上無問題，被問到當時有否戴口罩，鄧亦未有正面回應。

## 軼事
黃國健曾於選舉宣傳活動上扮成火影忍者及黑衣武松、呂奇及財神。